# Cupid (maan)
Cupid (kew'-pid, [ˈkjuːpɪd]) is een natuurlijke maan van Uranus. Cupid is ontdekt door Mark Showalter en Jack J. Lissauer in 2003 met behulp van de ruimtetelescoop Hubble. De maan is genoemd naar een figuur in het stuk Timon of Athens van William Shakespeare.
De maan is de kleinste van de binnenste manen van Uranus, met een diameter die is geschat op slechts 18 km. Dit feit in combinatie met het donkere oppervlak zorgde ervoor dat de maan niet is ontdekt door de camera's van de Voyager 2 ruimtesonde toen deze in 1986 langs Uranus vloog.
De baan van Cupid verschilt slechts 863 km van de baan van de grotere maan Belinda.
Na de ontdekking had Cupid de tijdelijke aanduiding S/2003 U 2. De maan wordt ook wel Uranus XXVII genoemd.
De maan moet niet verward worden met de planetoïde (763) Cupido.
Miranda · Ariel · Umbriel · Titania · Oberon

Cordelia · Ophelia · Bianca · Cressida · Desdemona · Juliet · Portia · Rosalind · Cupid · Belinda · Perdita · Puck · Mab · Francisco · Caliban · Sycorax · Margaret · Prospero · Setebos · Stephano · Trinculo · Ferdinand